# Консерватория Клиндворта — Шарвенки
Консерватория Клиндворта-Шарвенки (нем. Konservatorium der Musik Klindworth-Scharwenka) — германская консерватория, работавшая в Берлине в 1893—1960 годах. Образовалась благодаря слиянию Консерватории Шарвенки, работавшей с 1881 года во главе с Ксавером Шарвенкой, и Музыкальной школы Клиндворта (нем. Klindworth-Musikschule), работавшей с 1883 года во главе с Карлом Клиндвортом.
С 1891 года филиал Консерватории Шарвенки работал также в Нью-Йорке, во главе сперва с Ксавером Шарвенкой, а после его возвращения в Германию в 1898 году — с Рихардом Бурмайстером. В конце 1920-х годов при консерватории открылась особая Школа кинокомпозиторов.

## Руководители Консерватории
- Филипп Шарвенка (1893—1905)
- Филипп Шарвенка и Роберт Робичек (1905—1917)
- Роберт Робичек (1917—1937)
- Вальтер Шарвенка (1937—1960)
- Адольф Фриц Гуль (1948—1951, художественный руководитель)

## Известные преподаватели
- Конрад Анзорге
- Вильгельм Бергер
- Сергей Борткевич
- Макс Буттинг
- Юстус Герман Ветцель
- Альфред фон Глен
- Хуго Гольдшмидт
- Хуго Каун
- Эрвин Лендваи
- Хуго фон Лайхтентритт
- Мориц Майер-Мар
- Владимир Фогель
- Эрна Хонигбергер

## Известные ученики
- Пауль Дессау
- Маргарете Клозе
- Эрих Вальтер Штернберг